# Heksenkruidsteltwants
De heksenkruidsteltwants (Metatropis rufescens) is een wants uit de familie steltwantsen (Berytidae).

## Uiterlijk
De heksenkruidsteltwants is bruin van kleur. Het schildje (scutellum) heeft een lange, naar achter gerichte doorn. Het eind van de dijen heeft een zwarte verdikking. Het uiteinde van het eerste segment van de antenne is ook zwart verdikt. Om de lange dunne antennes en poten zijn zwarte ringetjes. De nimfen zijn eerst geelachtig en later groen. De lengte is 7,9 – 9,4 mm.

## Verspreiding en habitat
De soort is verspreid in Europa, met uitzondering van het uiterste noorden en het zuiden. Naar het oosten is hij verspreid tot in de regio van de Zwarte Zee en in Siberië. Ze hebben een voorkeur voor schaduwrijke, vochtige leefgebieden zoals bosranden, bij beekjes en koele plekken, waar de voedselplant groeit.

## Leefwijze
De dieren voeden zich uitsluitend met heksenkruid (Circaea), zoals groot heksenkruid (Circaea lutetiana) en alpenheksenkruid (Circaea alpina). De volwassen wants overwintert onder losse schors, in mosbedden of in droog bodemstrooisel. Paring vindt plaats in mei. We vinden ze dan ook op andere planten. De vrouwtjes leggen hun eitjes in juni en juli op de stengels en bladeren van heksenkruid. Vanaf augustus, soms al in juli, verschijnt de nieuwe generatie volwassen wantsen.

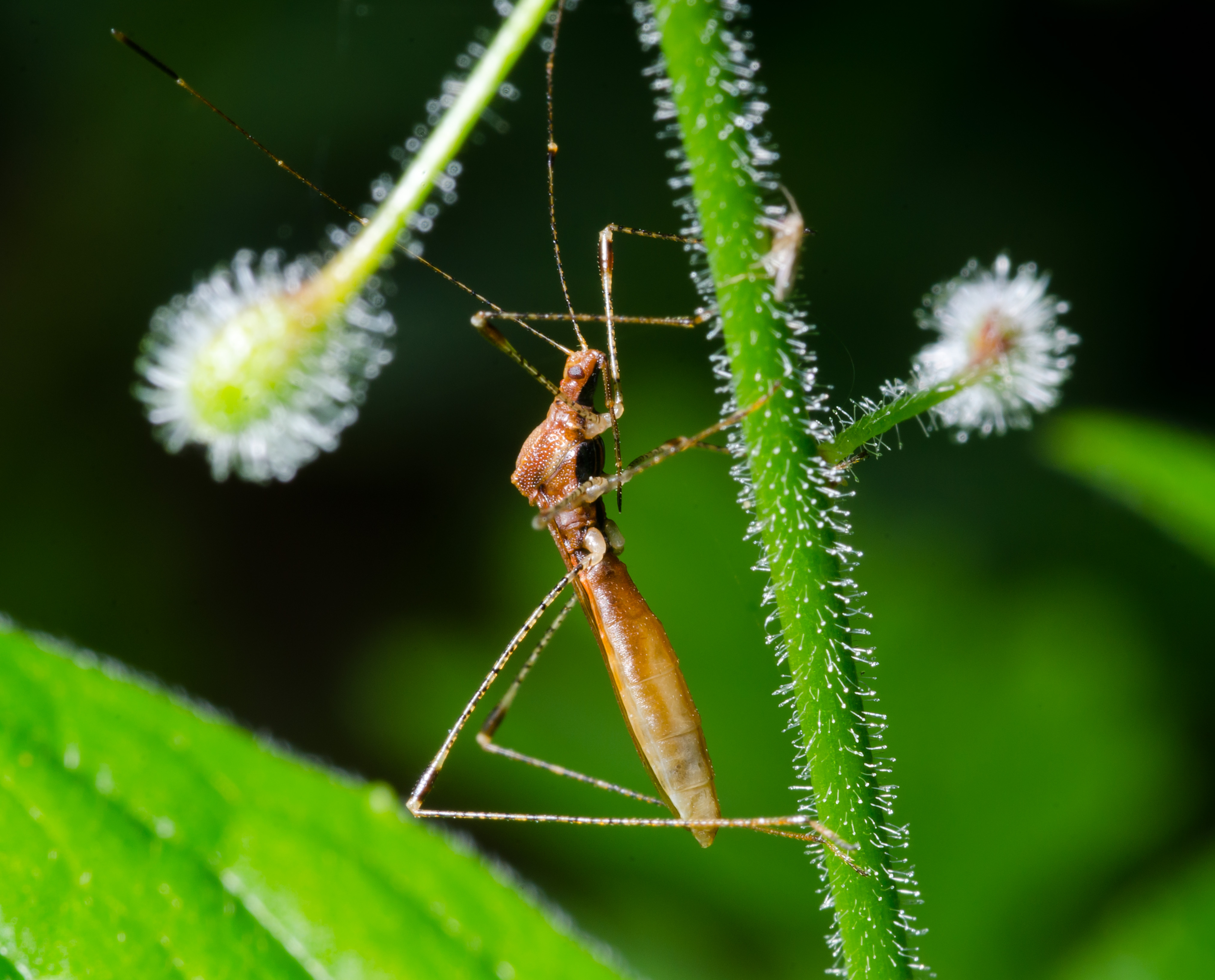
Metatropis rufescens, heksenkruidsteltwants. zijaanzicht